# A cielo abierto (álbum)
A cielo abierto es el octavo álbum de estudio del grupo argentino de rock Mancha de Rolando, publicado en julio de 2009, con la producción artística del grupo junto con Álvaro Villagra. Fue editado por Tocka Discos con la participación de Ricardo Iorio, que también cuenta como invitado en la canción «Rock del minero». Fue el último álbum de estudio con el baterista Sebastián Cavaletti, y con el tecladista Pablo Pastori.

## Contenido
El álbum contiene 11 canciones inéditas y un cover de Los Rodríguez, llamado «Me estás atrapando otra vez».
Todos los sencillos del álbum cuentan con videos oficiales publicados en YouTube, siendo estos «La sequía», «Santa María», «Carolina» y «Llegará».

## Lista de canciones
Todas las canciones compuestas por Manuel Quieto, excepto donde se indique.
1. «La sequía» – 4:11
2. «Carolina» – 3:14
3. «Mentalidad parroquial» – 3:39
4. «Llegará» – 4:01
5. «Hacia el sur (Mundo extraño)» – 3:38
6. «Ríe por mí» – 3:42
7. «Santa María» – 3:08
8. «Hola amor» – 3:26
9. «Rock del minero» (con Ricardo Iorio) – 3:58
10. «Mujer de luz» – 4:30
11. «Lady Sirena» (Instrumental) – 2:41
12. «Me estás atrapando otra vez» – 5:23 (Ariel Rot, Julián Infante)

## A cielo abierto / El año del tigre
A fines del año 2010, se reeditó el álbum bajo el nombre de A cielo abierto / El año del tigre, publicado en formato de CD+DVD, donde el DVD contiene videos de casi todas las canciones del álbum reeditado, y con un documental de la banda como bonus track.

### Descripción
En esta edición se graba una nueva canción llamada «Mis primeras páginas», que es un cover de «My Back Pages» de Bob Dylan, adaptado al español por Manuel Quieto. «Mis primeras páginas» fue el primer corte de difusión de la reedición del álbum.
En la edición de CD, el álbum contiene todas las canciones de la edición original, incluyendo el nuevo cover de Bob Dylan como primera canción, haciendo pasar a «La sequía» como última canción del disco. El resto de canciones no cambian de orden.
El DVD contiene videos tanto oficiales como en vivo de casi todas las canciones del álbum reeditado, excluyendo la canción «Hola amor».

## Lista de canciones
Todas las canciones escritas y compuestas por Manuel Quieto, excepto donde se indique. 
| A cielo abierto / El año del tigre (CD) |                                                                   |          |  |
| N.º                                     | Título                                                            | Duración |  |
| 1.                                      | «Mis primeras páginas» (Letra: Manuel Quieto – Música: Bob Dylan) | 4:20     |  |
| 2.                                      | «Carolina»                                                        | 3:14     |  |
| 3.                                      | «Mentalidad parroquial»                                           | 3:39     |  |
| 4.                                      | «Llegará»                                                         | 4:01     |  |
| 5.                                      | «Hacia el sur (Mundo extraño)»                                    | 3:38     |  |
| 6.                                      | «Ríe por mí»                                                      | 3:42     |  |
| 7.                                      | «Santa María»                                                     | 3:08     |  |
| 8.                                      | «Hola amor»                                                       | 3:26     |  |
| 9.                                      | «Rock del minero» (con Ricardo Iorio)                             | 3:58     |  |
| 10.                                     | «Mujer de luz»                                                    | 4:30     |  |
| 11.                                     | «Lady Sirena» (Instrumental)                                      | 2:41     |  |
| 12.                                     | «Me estás atrapando otra vez» (Ariel Rot, Julián Infante)         | 5:23     |  |
| 13.                                     | «La sequía»                                                       | 4:11     |  |

| A cielo abierto / El año del tigre (DVD) |                                |          |  |
| N.º                                      | Título                         | Duración |  |
| 1.                                       | «Santa María»                  |          |  |
| 2.                                       | «Hacia el sur (Mundo extraño)» |          |  |
| 3.                                       | «Rock del minero»              |          |  |
| 4.                                       | «Carolina»                     |          |  |
| 5.                                       | «Ríe por mí»                   |          |  |
| 6.                                       | «Mis primeras páginas»         |          |  |
| 7.                                       | «Llegará»                      |          |  |
| 8.                                       | «La sequía»                    |          |  |
| 9.                                       | «Mujer de luz»                 |          |  |
| 10.                                      | «Me estás atrapando otra vez»  |          |  |
| 11.                                      | «Mentalidad parroquial»        |          |  |
| 12.                                      | «Lady Sirena»                  |          |  |
| 13.                                      | «Bonus: Documental»            |          |  |

## Músicos
- Manuel Quieto — voz y guitarra.
- Carlos Esteban Báez — bajo.
- Sebastián Cavalletti — batería.
- Franchie Barreiro — guitarra.
- Pablo Pastori — teclado.

Invitados
- Ricardo Iorio – voz en «Rock del minero».
- Álvaro Villagra – piano en «Lady Sirena».[5]
- Miguel Ángel Tallarita – coros en «La sequía» y «Mentalidad parroquial».